# 永井美奈
永井 美奈（ながい みな、12月3日 - ） は日本の女性声優、女優。長野県出身。血液型はO型。かつてはアーティストクルーに所属していた。

## 出演作品

### WEB
- クレジットカードコレクション クレコレ　登場キャラクター担当

### アプリ
- ブレイブダイアリー　（小喬/ナース）
- バトって！オトギ戦争　（ユニコーン/アリス）
- GOLFな日　auスマートパス版　音声アシスト　（黄檗ゆり）
- α＋アストロ娘　３キャラ担当
- 軍神召喚アークナイツ （リア・ファル）

### ゲーム
- スケ雀刑事 （白雪ちふゆ）
- PCゲーム　記憶ノカケラ （少女/OP曲担当）
- PCゲーム　吹奏ガールズ２ （蛯名陸奥子）
- PCゲーム　valentinelesson（彼女）
- 東方アルカディアレコード（霊烏路空）

### TV
- 林先生が驚く初耳学! （TBSテレビ系）  マンション篇　妻
- 医龍 -Team Medical Dragon-4 （フジテレビ系）  医師/他多数

### 吹き替え
- ダンスオフ　（ホープ）

### ドラマCD
- ファーストラブ　（キョーコ）

### デジタルコミック
- スイート・スイートキャット（2020年、三好ねね[1]）